# Puerto Rico az 1952. évi nyári olimpiai játékokon
Puerto Rico a finnországi Helsinkiben megrendezett 1952. évi nyári olimpiai játékok egyik részt vevő nemzete volt. Az országot az olimpián 4 sportágban 21 sportoló képviselte, akik érmet nem szereztek.

## Atlétika
Férfi
| Versenyző        | Versenyszám | Előfutam | Előfutam | Előfutam | Negyeddöntő | Negyeddöntő | Negyeddöntő | Elődöntő | Elődöntő | Elődöntő | Döntő   | Döntő    |
| Versenyző        | Versenyszám | Idő      | Hely.    | Össz.    | Idő         | Hely.       | Össz.       | Idő      | Hely.    | Össz.    | Idő     | Helyezés |
| ---------------- | ----------- | -------- | -------- | -------- | ----------- | ----------- | ----------- | -------- | -------- | -------- | ------- | -------- |
| Francisco Rivera | 400 m       | 49,48    | 3.       | 39.      | kiesett     | kiesett     | kiesett     | kiesett  | kiesett  | kiesett  | kiesett | kiesett  |
| Francisco Rivera | 800 m       | 1:57,6   | 6.       | 43.*     |             |             |             | kiesett  | kiesett  | kiesett  | kiesett | kiesett  |
| Téofilo Colón    | 110 m gát   | 15,48    | 4.       | 21.      |             |             |             | kiesett  | kiesett  | kiesett  | kiesett | kiesett  |
| Juan Lebron      | 110 m gát   | 15,71    | 5.       | 25.      |             |             |             | kiesett  | kiesett  | kiesett  | kiesett | kiesett  |
| Amadeo Francis   | 400 m gát   | 54,0     | 4.       | 9.*      | kiesett     | kiesett     | kiesett     | kiesett  | kiesett  | kiesett  | kiesett | kiesett  |

| Versenyző        | Versenyszám   | Selejtező                | Selejtező                | Döntő    | Döntő    |
| Versenyző        | Versenyszám   | Eredmény                 | Helyezés                 | Eredmény | Helyezés |
| ---------------- | ------------- | ------------------------ | ------------------------ | -------- | -------- |
| José Vicente     | Rúdugrás      | érvényes ugrás nélkül    | érvényes ugrás nélkül    | kiesett  | kiesett  |
| Francisco Castro | Hármasugrás   | 13,37 m                  | 35.                      | kiesett  | kiesett  |
| Ramón Rosario    | Súlylökés     | 14,21 m                  | 16.                      | kiesett  | kiesett  |
| Jaime Annexy     | Kalapácsvetés | érvényes kísérlet nélkül | érvényes kísérlet nélkül | kiesett  | kiesett  |
| Reinaldo Oliver  | Gerelyhajítás | 52,40 m                  | 25.                      | kiesett  | kiesett  |

| Versenyző       | Versenyszám | 100 m | 100 m | Távolugrás | Távolugrás | Súlylökés | Súlylökés | Magasugrás | Magasugrás | 400 m | 400 m | 110 m gát | 110 m gát | Diszkoszvetés | Diszkoszvetés | Rúdugrás | Rúdugrás | Gerelyhajítás | Gerelyhajítás | 1500 m  | 1500 m | Végeredmény | Végeredmény |
| Versenyző       | Versenyszám | Idő   | Pont  | Eredmény   | Pont       | Eredmény  | Pont      | Eredmény   | Pont       | Idő   | Pont  | Idő       | Pont      | Eredmény      | Pont          | Eredmény | Pont     | Eredmény      | Pont          | Idő     | Pont   | Pont        | Helyezés    |
| --------------- | ----------- | ----- | ----- | ---------- | ---------- | --------- | --------- | ---------- | ---------- | ----- | ----- | --------- | --------- | ------------- | ------------- | -------- | -------- | ------------- | ------------- | ------- | ------ | ----------- | ----------- |
| Reinaldo Oliver | Tízpróba    | 11,89 | 623   | 615 cm     | 550        | 10,22 m   | 437       | 170 cm     | 656        | 53,62 | 618   | 16,7      | 473       | 29,95 m       | 374           | 350 cm   | 516      | 56,68 m       | 660           | 4:52,20 | 321    | 5228        | 21.         |
| Héctor Román    | Tízpróba    | 11,70 | 678   | 647 cm     | 632        | 11,56 m   | 544       | 165 cm     | 605        | 52,78 | 660   | 16,66     | 523       | 32,98 m       | 446           | 340 cm   | 476      | 49,80 m       | 525           | 5:14,58 | 175    | 5264        | 20.         |

* - egy másik versenyzővel azonos időt ért el

## Ökölvívás
| Versenyző      | Versenyszám  | Selejtező                | Nyolcaddöntő                   | Negyeddöntő       | Elődöntő          | Döntő             | Helyezés |
| Versenyző      | Versenyszám  | Ellenfél Eredmény        | Ellenfél Eredmény              | Ellenfél Eredmény | Ellenfél Eredmény | Ellenfél Eredmény | Helyezés |
| -------------- | ------------ | ------------------------ | ------------------------------ | ----------------- | ----------------- | ----------------- | -------- |
| Pablo Lugo     | Légsúly      | Alfred Zima (AUT) · 1-2  | kiesett                        | kiesett           | kiesett           | kiesett           | 16.      |
| Angel Figueroa | Harmatsúly   | Tiến Vình (VIE) · 3-0    | František Majdloch (TCH) · 0-3 | kiesett           | kiesett           | kiesett           | 9.       |
| Juan Curet     | Kisváltósúly | Sarkis Moussa (LIB) · KO | Bruno Visintin (ITA) · 0-3     | kiesett           | kiesett           | kiesett           | 9.       |

## Sportlövészet
| Versenyző            | Versenyszám          | Eredmény | Helyezés |
| -------------------- | -------------------- | -------- | -------- |
| Ernesto Rivera       | Gyorstüzelő pisztoly | 546      | 29.      |
| José Rua             | Gyorstüzelő pisztoly | 553      | 22.      |
| Alberto Guerrero     | Szabadpisztoly       | 517      | 27.      |
| Ramiro Ortíz         | Szabadpisztoly       | 492      | 44.      |
| José Ángel Galiñanes | Trap                 | 117      | 39.      |

## Súlyemelés
| Versenyző        | Versenyszám | Nyomás   | Nyomás   | Szakítás | Szakítás | Lökés    | Lökés    | Összesen | Helyezés |
| Versenyző        | Versenyszám | Eredmény | Helyezés | Eredmény | Helyezés | Eredmény | Helyezés | Összesen | Helyezés |
| ---------------- | ----------- | -------- | -------- | -------- | -------- | -------- | -------- | -------- | -------- |
| Nicolas Vivas    | 56 kg       | 75,0     | 12.**    | 87,5     | 6.**     | 102,5    | 14.**    | 265,0    | 15.      |
| Antonio Hoffmann | 67,5 kg     | 97,5     | 9.*      | 92,5     | 18.***   | 117,5    | 19.      | 307,5    | 16.      |
| Jorge Soto       | 90 kg       | 107,5    | 11.****  | 110,0    | 11.****  | 140,0    | 15.      | 357,5    | 12.      |

* - egy másik versenyzővel azonos eredményt ért el

** - két másik versenyzővel azonos eredményt ért el

*** - három másik versenyzővel azonos eredményt ért el

**** - négy másik versenyzővel azonos eredményt ért el